# Alfabeto sogdiano

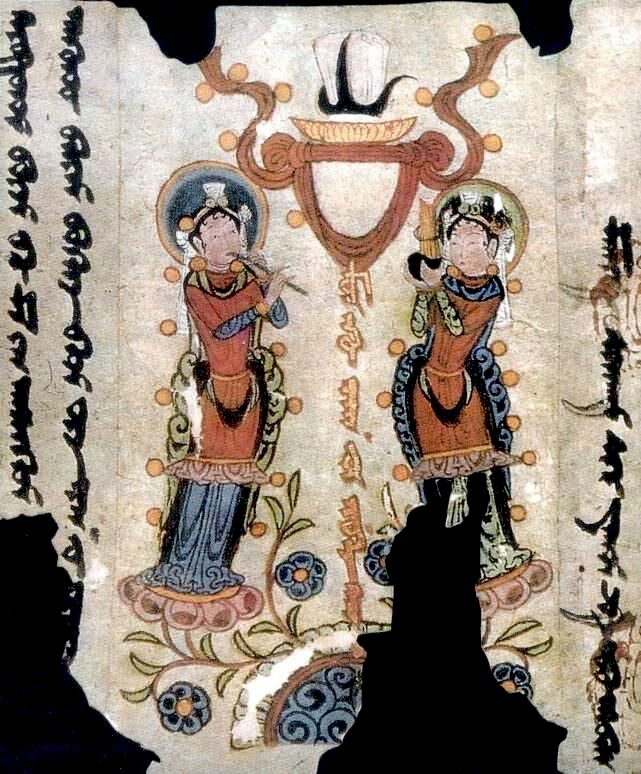
Una miniatura medievale (IX-XIII sec.) che ritrae due suonatrici. Si nota la presenza di scritte in alfabeto sogdiano ai loro lati

L'alfabeto sogdiano è stato utilizzato in origine per il sogdiano, una lingua della famiglia iranica utilizzata dal popolo della Sogdiana. L'alfabeto è derivato da quello siriaco, uno dei discendenti dell'alfabeto aramaico. L'alfabeto sogdiano è uno dei tre utilizzati per scrivere il sogdiano. Gli altri due sono l'alfabeto manicheo e quello siriaco. È stato usato in Asia Centrale, dai confini con l'Iran a ovest, fino alla Cina a est, approssimativamente nel periodo 100-1200 d.C.

## Struttura
Come il sistema di scrittura da cui discende, il sistema sogdiano è un "abjad". L'alfabeto consiste di 17 consonanti, molte delle quali hanno forme alternative per le posizioni iniziale, mediana e finale. Come in Aramaico, le vocali erano di solito scritte con le consonanti y e w. L'alfabeto comprende anche alcuni diacritici, che sono usati in modo non costante. È scritto da destra a sinistra, ma nel momento in cui si evolve nell'antico uiguro viene ruotato di 90 gradi e scritto verticalmente in colonne da sinistra a destra. Le fricative sorde e sonore non sono distinte in modo sistematico nell'alfabeto.
Anche i logogrammi aramaici compaiono nell'alfabeto, residui dell'adattamento della scrittura aramaica al sogdiano. Questi logogrammi sono usati principalmente per parole grammaticali come pronomi, articoli, preposizioni e congiunzioni.

## Varianti
Nel tempo si sono sviluppate tre varietà di alfabeto sogdiano: antico sogdiano, un tipo arcaico non corsivo; l'alfabeto sutra, un alfabeto calligraficao usato per le scritture buddiste della Sogdiana; e il cosiddetto alfabeto corsivo "uiguro" (da non confondersi con l'antico uiguro). L'antico sogdiano risale all'inizio del quarto secolo d.C. ed è caratterizzato da grafemi distinti e separati. L'alfabeto sutra appare attorno al 500 d.C., mentre l'alfabeto corsivo si sviluppa approssimativamente un secolo dopo. L'alfabeto corsivo è chiamato così perché le lettere sono collegate con una linea di base. L'alfabeto corsivo è il più difficile da leggere dei tre, poiché molte lettere sono estremamente simili nella forma, al punto di essere indistinguibili. Man mano che l'alfabeto sogdiano diventa più corsivo e stilizzato, certe lettere diventano più difficili da distinguere o si possono distinguere solo in posizione finale, come ad esempio la n e la z.

## Documenti
L'alfabeto sogdiano è conosciuto grazie ai testi del buddismo, del manicheismo e del Cristianesimo, così come da documenti non religiosi come lettere, monete e documenti legali. Il più antico documento sogdiano conosciuto sono le Lettere Antiche, trovate nel 1920 da Sir Aurel Stein in una torre di avvistamento vicino a Dunhuang in Cina. Queste lettere risalgono approssimativamente al 312-313 d.C. e sono scritte in antico sogdiano.
I testi buddisti sogdiani, scritti con l'alfabeto sutra, sono più recenti e datano approssimativamente dal sesto all'ottavo-nono secolo. Sono stati trovati nei primi due decenni del XX secolo in una delle grotte dei mille Buddha nella provincia cinese del Gansu. L'insieme di questi manoscritti si trova nel British Museum, nella Biblioteca nazionale di Francia, e nell'Accademia russa delle scienze.
Un'altra importante scoperta è stata quella dei documenti Mug nel 1933 da parte di studiosi sovietici. Questi documenti furono trovati nei resti di una fortezza sul monte Mug nel nord del Tagikistan. I documenti, più di 76, erano scritti su diversi tipi di materiali, come carta, seta, legno e pelle. Secondo le date sui documenti, risalgono all'VIII secolo d.C. La maggioranza è scritta utilizzando l'alfabeto sogdiano corsivo.

## Sistemi derivati
L'alfabeto "uiguro" corsivo si è evoluto nell'antico uiguro, che è stato usato per scrivere lo uiguro. Quest'alfabeto derivato è, comunque, ruotato di 90 gradi, scritto in verticale dall'alto al basso, ma con la prima linea a sinistra, non a destra come in cinese, molto probabilmente perché la direzione destra-sinistra era usata nella scrittura orizzontale. L'alfabeto mongolo originale, essendo un adattamento dell'antico uiguro, utilizza ancora questo tipo di scrittura verticale, come fa un suo remoto discendente, l'alfabeto mancese.
Anche l'alfabeto dell'Orhon (chiamato anche rune turche o antico turco) è un derivato dell'alfabeto sogdiano, con segni addizionali aggiunti per i suoni turchi che non sono utilizzati in sogdiano.